# Anna Sise
Anna Njai Sise, född 22 september 1971, är en svensk skådespelare och sångerska.

## Biografi
Sise växte upp i Malmö och i Horda i Värnamo kommun. Hon har även påbrå från Gambia som är hennes pappas hemland. Hon utbildade sig på Teaterhögskolan i Stockholm 1996–2000 och har som frilansande skådespelare varit engagerad på Uppsala Stadsteater, Stockholms Stadsteater, Dramaten, Göta Lejon, Stockholms Musikdramatiska Ensemble, Playhouse Teater, Teater Tribunalen, Parkteatern, Östgötateatern och Riksteatern i roller såsom Scheherazade i Tusen och en natt, Jory i Onåd, Prins Arthur i Kung John och Pamina i föreställningen Pamina. 
Sise har även medverkat i flera film- och TV-produktioner. Hon hade en av huvudkaraktärerna i SVT-produktionen Skeppsholmen som visades 2002–2004.
Sise skivdebuterade 2006 med skivan Beppes byrålåda med tidigare outgivna texter av Beppe Wolgers. Den följdes upp året därpå med But Beautiful som släpptes i Japan på skivbolaget Spice of Life. Den 6 juni 2015 släpptes den egenproducerade skivan Detour Ahead på skivbolaget pb7. 
Sise har sjungit i olika konstellationer på jazzklubbar, konserthus och festivaler i Sverige och övriga Norden, liksom Europa och Asien. Hon har också turnerat med konsertföreställningen Fine and Mellow som är en hyllning till Billie Holiday. Föreställningen spelas även löpande bland annat på Stockholms stadsteater. 
Sise har haft många samarbeten med Jerry Williams. Bland annat medverkade hon som solist i sommarturnén Rip It Up-Jerry Williams and Friends, liksom i hans julföreställning på Grand Hotell i Stockholm vintern 2011. Som skådespelare och vokalist deltog hon i Jerry Williams – The Farewell Show som hade premiär våren 2013 på Cirkus i Stockholm, och sedermera for på Sverigeturné. Produktionen sändes även på Sveriges Television. 2016 turnerade Sise med Svante Thuresson och Bohuslän Big Band med föreställningen "Hasse & Tage".
Anna Sise medverkar i TV-serien Tunna blå linjen på SVT i rollen som Faye.

### Familj
Anna Sise är kusin till Alice Bah Kuhnke.

## Utmärkelser
- 2004 – Louis Armstrong-stipendiet[5]
- 2005 – Stipendium av Sällskapet Stallbröderna
- 2017 – Värnamo stads kulturstipendium
- 2018 – Parkteaterns Vänners stipendiat[6]

## Diskografi
- 2006 – Beppes byrålåda (BST Musik AB BST003)
- 2007 – But Beautiful (Spice of Life Production, Japan)
- 2015 – Detour Ahead (pb7/Plugged)
- 2018 – Pamina - lilla trollflöjten (Sayah produktion)

## Filmografi
- 1995 – Stora och små män
- 1996 – Nudlar och 08:or
- 1999 – Kulturkrock
- 2002–2004 – Skeppsholmen (TV-serie)
- 2009 – Guds tre flickor (TV-serie)
- 2012 – Allt faller (TV-serie)
- 2012 – Äkta människor (TV-serie)
- 2012 – Arne Dahl (TV-serie)
- 2017 – Innan vi dör (TV-serie)
- 2018 – Dansa först
- 2019 – Eagles (TV-serie)
- 2019 – Fartblinda (TV-serie)
- 2019 – Solsidan (TV-serie)
- 2020 – Hamilton (TV-serie)
- 2020 – Lasse-Majas detektivbyrå (TV-serie)
- 2021–2024 – Tunna blå linjen (TV-serie)
- 2022 – Eagles (TV-serie)
- 2022 – Beck – 58 minuter (TV-serie)
- 2022 – Bäckström (TV-serie)
- 2023 – Morden i Sandhamn (TV-serie)
- 2023 – Sanningen (TV-serie)
- 2024 – Doktrinen (TV-serie)

## Teater

### Roller (ej komplett)
| År   | Roll | Produktion                                                                     | Regi           | Teater                   |
| ---- | ---- | ------------------------------------------------------------------------------ | -------------- | ------------------------ |
| 2006 | Sara | Jösses flickor – Återkomsten Margareta Garpe, Suzanne Osten och Malin Axelsson | Maria Löfgren  | Stockholms stadsteater   |
| 2018 | Jory | Onåd Ayad Akhtar                                                               | Dritëro Kasapi | Kulturhuset Stadsteatern |